# Norinco
La China North Industries Corporation (anche Norinco), è una società cinese con attività in diversi settori, soprattutto riguardo alla produzione di veicoli e di armi da fuoco.

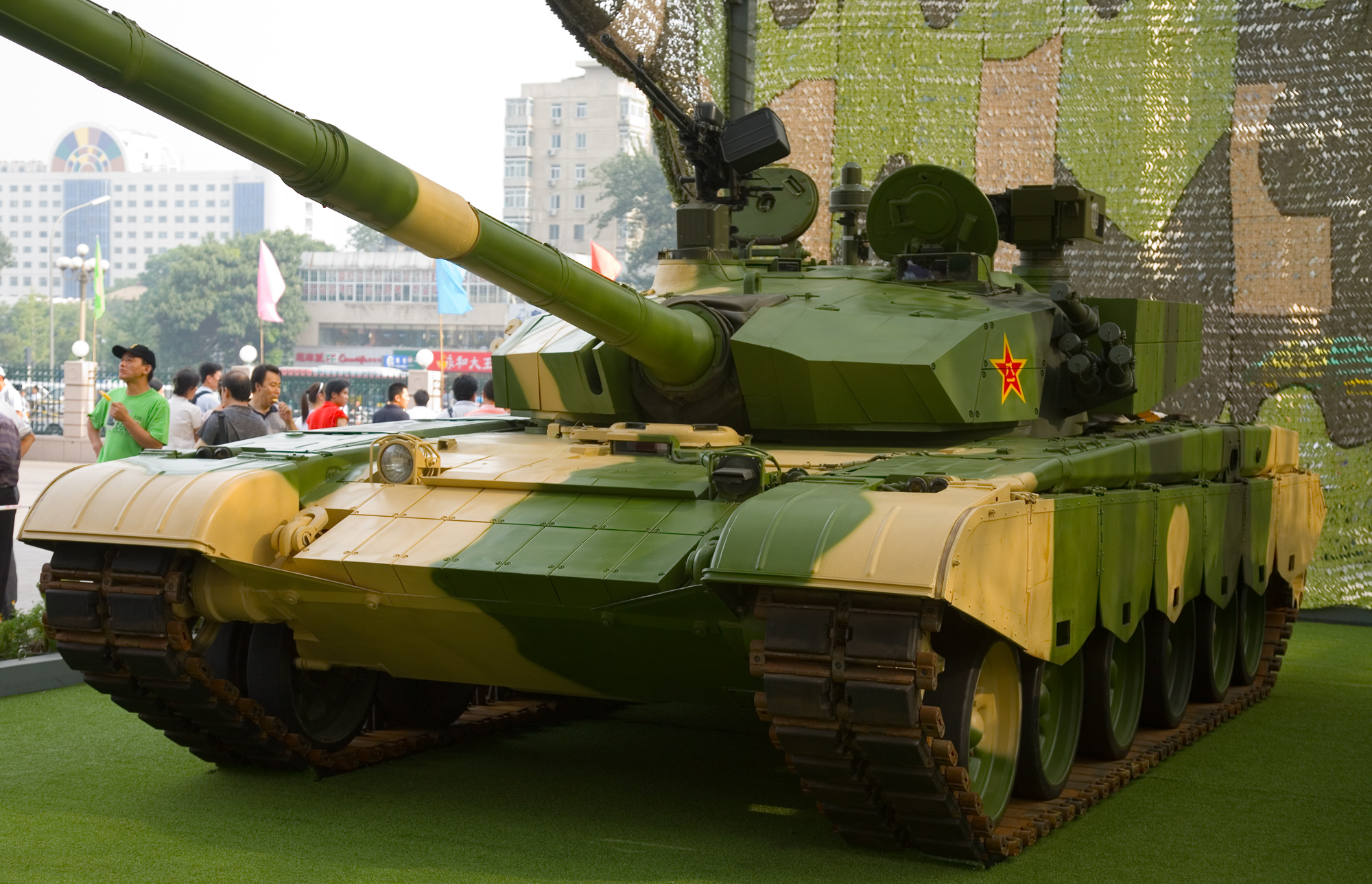
Un carro armato Tipo 99 prodotto dalla Norinco

## Storia
Fondata nel 1980 con il sostegno del governo cinese e controllata dalla Commissione statale della Scienza, Tecnologia e Industria per la Difesa Nazionale (COSTIND), la China North Industries Corporation (NORINCO) è stata classificata tra le prime fra le 500 più grandi imprese statali della Cina in termini di totale attivo e ricavi.
Nel 1999 la Norinco era costituita da un raggruppamento di 160 aziende e occupava più di 700.000 dipendenti diretti. Controllava circa 30 istituti di ricerca e più di 200 impianti di produzione.

## Attività
Produce veicoli (camion, auto e moto), macchinari, strumenti ottici-elettronici, attrezzature per lo sfruttamento di giacimenti di petrolio, prodotti chimici, prodotti industriali leggeri, esplosivi civili e militari, armi da fuoco e munizioni, ed è anche coinvolta in progetti di costruzione di infrastrutture civili a livello nazionale.
Produce anche sistemi di tiro di precisione, per la guerra anfibia, sistemi a lungo raggio per la neutralizzazione delle armi, antiaerei ed anti-missile, sistemi informativi e prodotti per la visione notturna, sistemi di distruzione ad alto potenziale.
La Norinco possiede la licenza per la fabbricazione di armi in Albania, Egitto e Pakistan, tra gli altri e secondo il "Jane's World Armies" esporta ogni anno 2 miliardi di dollari di armi da fuoco, di cui circa il 70% è destinato ad usi civili.

## Prodotti famosi

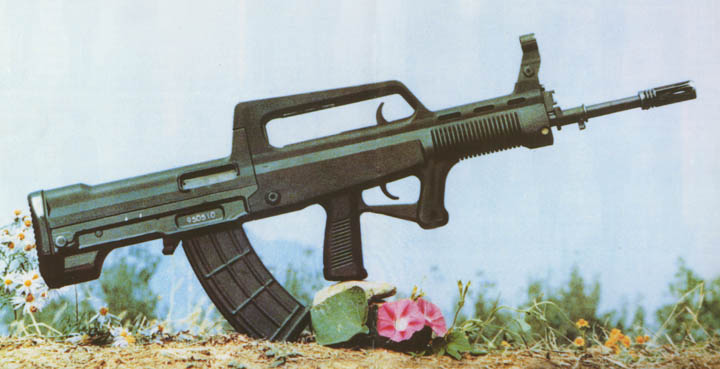
Il QBZ-95, un fucile d'assalto disegnato e prodotto dalla Norinco.

### Armi

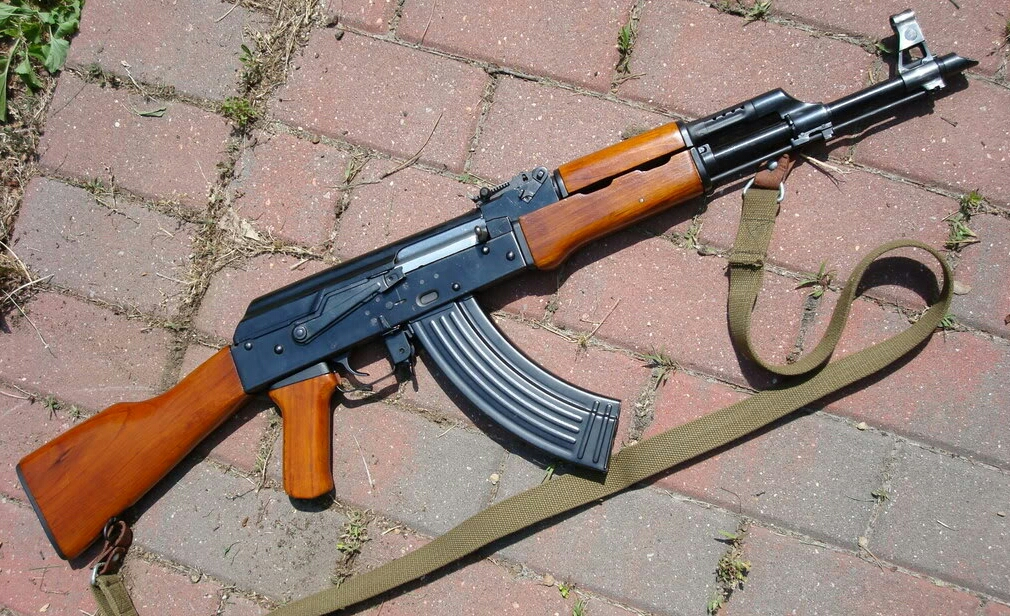
Il Type 56, la copia, fabbricata dagli anni '80 a oggi, del fucile d'assalto russo AK-47.

- Norinco 1911 A1
- Type 56
- Type 80
- Type 85
- QBB-95
- QBZ-95
- QBU-88
- ZM-87
- Type 69 RPG

### Veicoli
- Type 59 (carro armato)
- Type 69/79 (carro armato)
- Type 80/88 (carro armato)
- Type 96 (carro armato)
- Type 99 (carro armato)